# Dupeljne
Dupeljne je naselje v Občini Lukovica.